# AUDIT
AUDIT es la sigla de Alcohol Use Disorders Identification Test (Prueba de Identificación de Trastornos Relacionados con el Consumo de Alcohol), una prueba simple de diez preguntas desarrollada por la Organización Mundial de la Salud que sirve para determinar si el consumo de alcohol de una persona puede considerarse peligroso. 

## Historia y diseño
La prueba se diseñó para ser utilizada internacionalmente, y se validó en un estudio en el que se utilizaron pacientes provenientes de seis países. 
- Las preguntas 1 a 3 están relacionadas con el consumo de alcohol
- Las preguntas 4 a 6 están relacionadas con la dependencia del alcohol (véase alcoholismo), y
- Las preguntas 7 a 10 consideran problemas relacionados con el consumo de alcohol.

## La escala
| #  | Pregunta | Respuestas                                                                                            | Puntaje   |
| -- | --- | --- | --------- |
| 1  | ¿Con qué frecuencia consumes bebidas alcohólicas?                                                                                                 | Nunca 0 Una o menos veces al mes 2 a 4 veces al mes 2 o 3 veces a la semana 4 o más veces a la semana | 0 1 2 3 4 |
| 2  | ¿Cuántas bebidas alcohólicas consumes normalmente cuando bebes?                                                                                   | 1 o 2 1 3 o 4 5 o 6 7 a 9 10 o más                                                                    | 0 1 2 3 4 |
| 3  | ¿Con qué frecuencia te tomas 6 o más bebidas alcohólicas en un solo día?                                                                          | Nunca 0 Menos de una vez/mes Mensualmente Semanalmente A diario o casi a diario                       | 0 1 2 3 4 |
| 4  | ¿Con qué frecuencia, en el curso del último año, has sido incapaz de parar de beber una vez que habías empezado?                                  | Nunca 0 Menos de una vez/mes Mensualmente Semanalmente A diario o casi a diario                       | 0 1 2 3 4 |
| 5  | ¿Con qué frecuencia, en el curso del último año, no pudiste atender tus obligaciones porque habías bebido?                                        | Nunca 0 Menos de una vez/mes Mensualmente Semanalmente A diario o casi a diario                       | 0 1 2 3 4 |
| 6  | ¿Con qué frecuencia, en el curso del último año, has necesitado beber en ayunas para recuperarte después de haber bebido mucho el día anterior?   | Nunca 0 Menos de una vez/mes Mensualmente Semanalmente A diario o casi a diario                       | 0 1 2 3 4 |
| 7  | ¿Con qué frecuencia, en el curso del último año, has tenido remordimientos o sentimientos de culpa después de haber bebido?                       | Nunca 0 Menos de una vez/mes Mensualmente Semanalmente A diario o casi a diario                       | 0 1 2 3 4 |
| 8  | ¿Con qué frecuencia, en el curso del último año, no has podido recordar lo que sucedió la noche anterior porque habías estado bebiendo?           | Nunca 0 Menos de una vez/mes Mensualmente Semanalmente A diario o casi a diario                       | 0 1 2 3 4 |
| 9  | Tú o alguna otra persona ¿Habéis resultado heridos porque habías bebido?                                                                          | No o Sí, pero no en el curso del último año Sí, en el último año                                      | 0 2 4     |
| 10 | ¿Algún familiar, amigo, médico o profesional sanitario han mostrado preocupación por tu consumo de alcohol, o te han sugerido que dejes de beber? | No Sí, pero no en el curso del último año Sí, en el último año                                        | 0 0 2 4   |

## Interpretación
Un puntaje de 8 o más en sujetos del sexo masculino (de 7 en sujetos del sexo femenino) indica una fuerte probabilidad de daños debido al consumo de alcohol. 
Un puntaje de 20 o más sugiere una dependencia del alcohol (véase drogodependencia), si bien algunos autores mencionan un puntaje de más de 13 en el caso de las mujeres y de 15 en los hombres como indicativos de una probable dependencia.

## AUDIT-C
AUDIT-C es el nombre del AUDIT alcohol consumption questions (AUDIT-C), una prueba de selección de tres preguntas relacionadas con los problemas en el consumo de bebidas que puede aplicarse en el consultorio.